# Bombardement de Lisieux
Les bombardements de Lisieux sont des bombardements aériens stratégiques menés par les Alliés sur Lisieux en France pendant la Seconde Guerre mondiale, qui eurent lieu du 6 au 7 juin 1944, détruisant environ 75 % de la ville.

## Contexte
La prise de Lisieux était un enjeu stratégique pour les Alliés après le débarquement de Normandie, car la ville était un nœud ferroviaire et routier important, permettant à la fois de rejoindre Caen, Deauville, Le Havre, Paris et Alençon. Cependant, Lisieux ne fut libéré que le 23 août 1944 par les troupes britanniques.

## Opérations du bombardement
Le premier bombardement de Lisieux a lieu le 6 juin à 20 h 30. Il touche l'est de la ville : la gare, l'hôpital, les écoles Jules Ferry et Michelet, le boulevard Nicolas-Oresme, la rue d'Orival, le boulevard Herbet-Fournet. Il y a 33 morts et des dizaines de blessés.
Le deuxième bombardement a lieu dans la nuit du 6 au 7 juin, entre 1 h 20 et 1 h 50. C'est le plus meurtrier des bombardements de Lisieux. C'est l'ouest de la ville qui est visé. Une partie du centre-ville est détruite, ainsi que les quartiers ouest de la ville et l'est de Saint-Désir. Il y a des centaines de morts et de blessés.
Le troisième bombardement a lieu à 14 heures, le 7 juin. C'est le centre-ville qui est de nouveau visé. Les nombreuses maisons à pans de bois qui font la réputation de Lisieux prennent feu.
De nombreux autres bombardements légers ont lieu jusqu'à la libération de Lisieux, le 23 août 1944,.

## Bilan humain

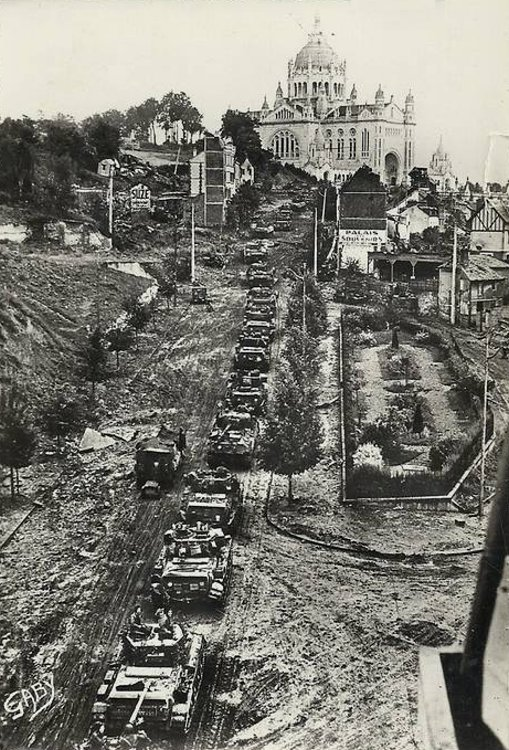
Entrée des troupes alliées en août 1944 dans Lisieux en ruines.

Les bombardements de Lisieux font plus de 800 victimes, soit environ 5 % de la population de l'époque, qui était d'environ 16 000 habitants, 150 disparus et 3 000 sinistrés. Paul Cornu est une des personnalités au nombre des victimes. Vingt religieuses sont tuées lors des bombardements du monastère bénédictin de Lisieux.

## Dégâts
Environ 75 % des bâtiments de la ville sont directement détruits par les bombardements, ou sont tellement endommagés qu'ils sont rasés après-guerre.
Avant 1944, Lisieux était surnommée la « capitale du bois sculpté », car ses rues étroites étaient bordées de maisons médiévales à pans de bois sculptés en encorbellement et aux façades ouvragées, abritant des commerces centenaires.

Peu après les bombardements
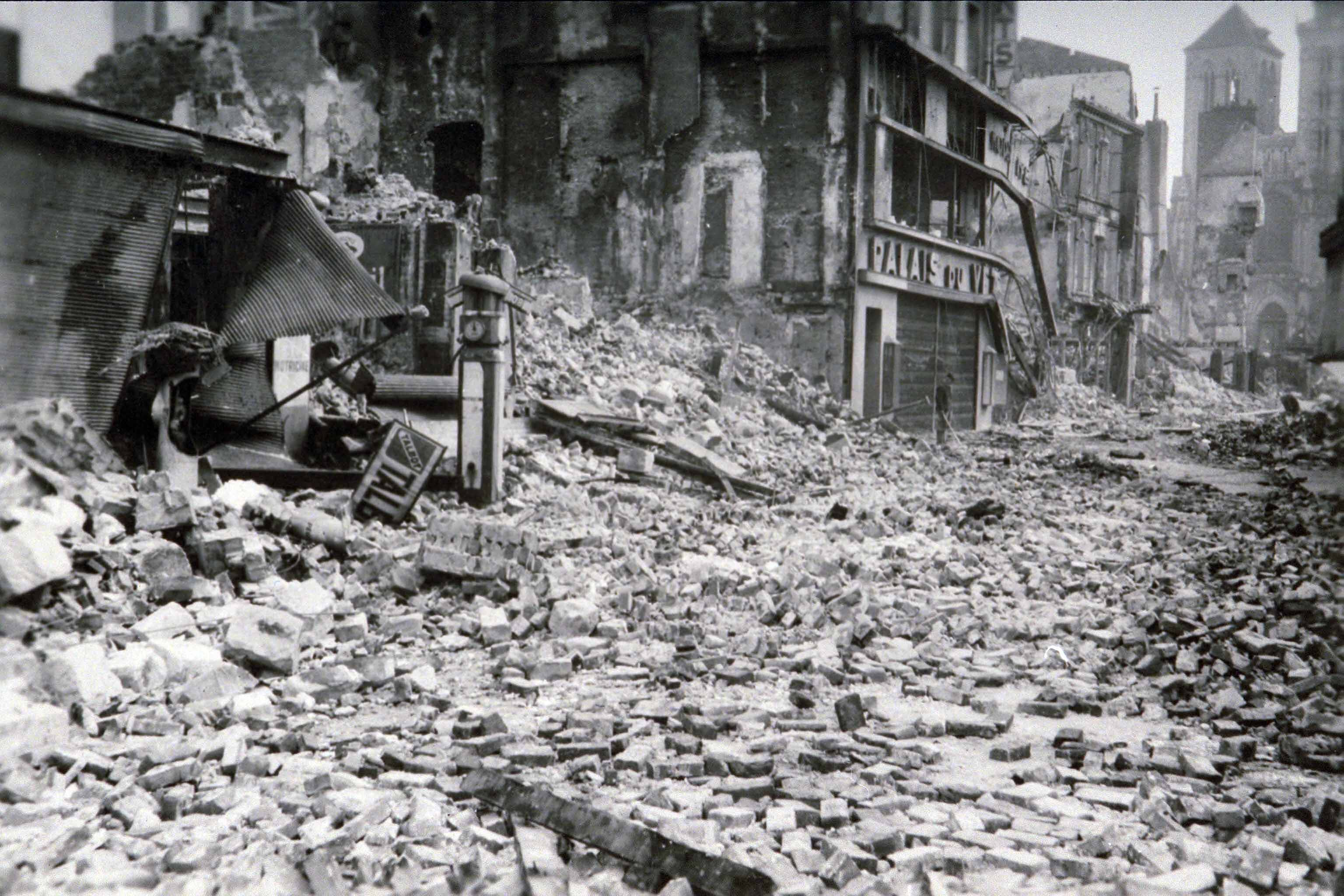
La rue Henry-Chéron.
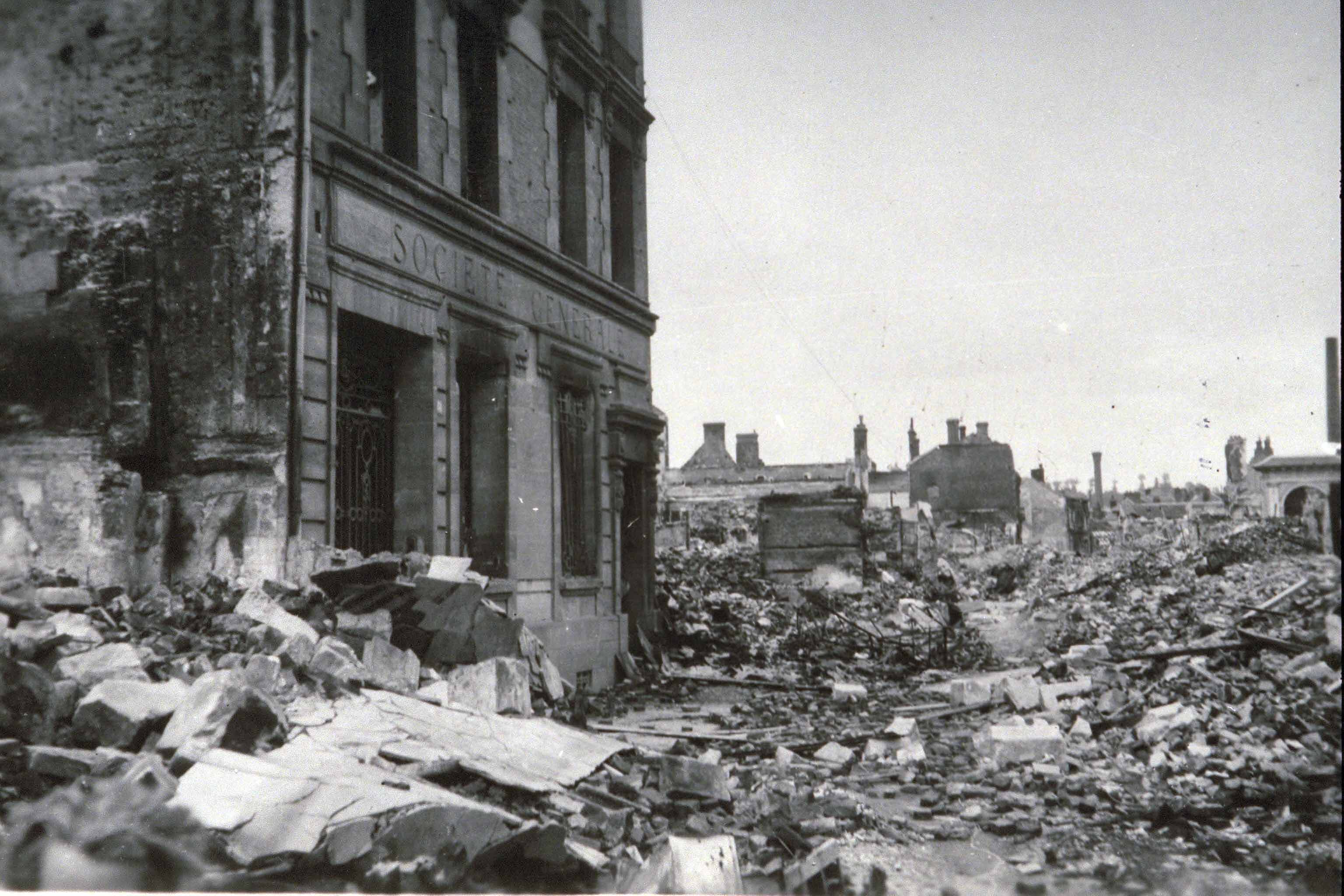
La rue Pont-Mortain.
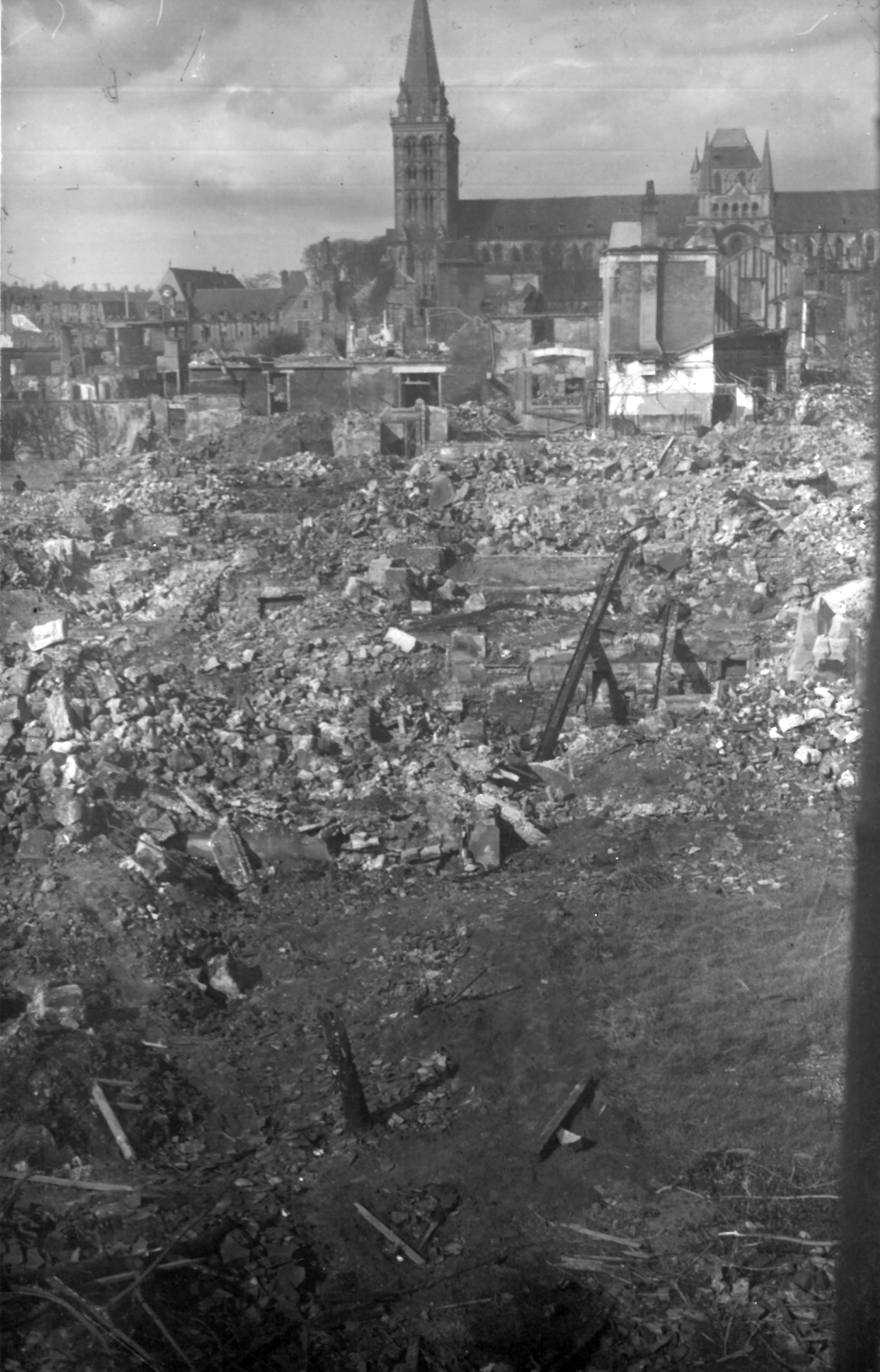
Le centre-ville vu du sud vers le nord.
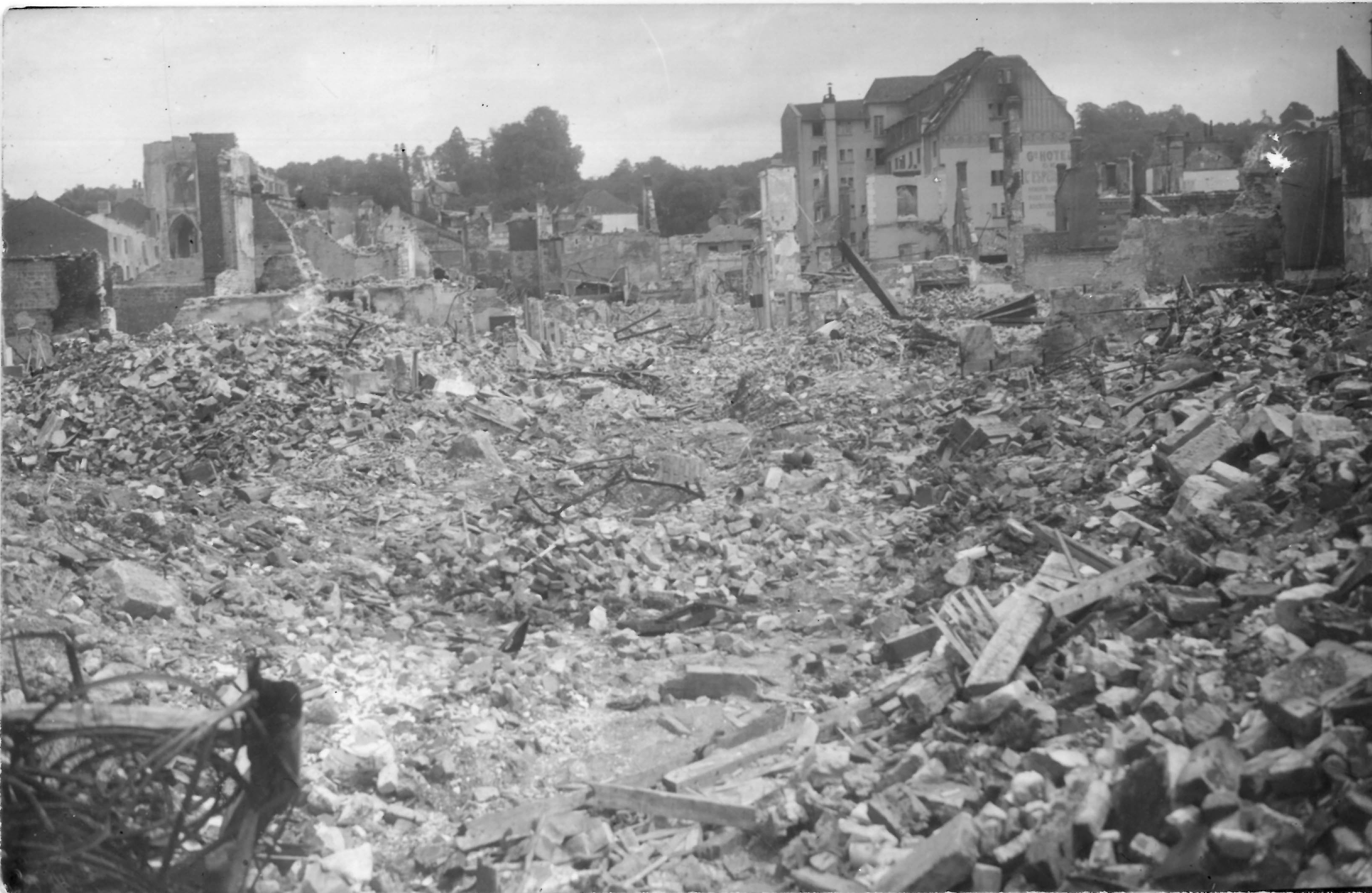
Le centre-ville vu de l'ouest vers l'est.
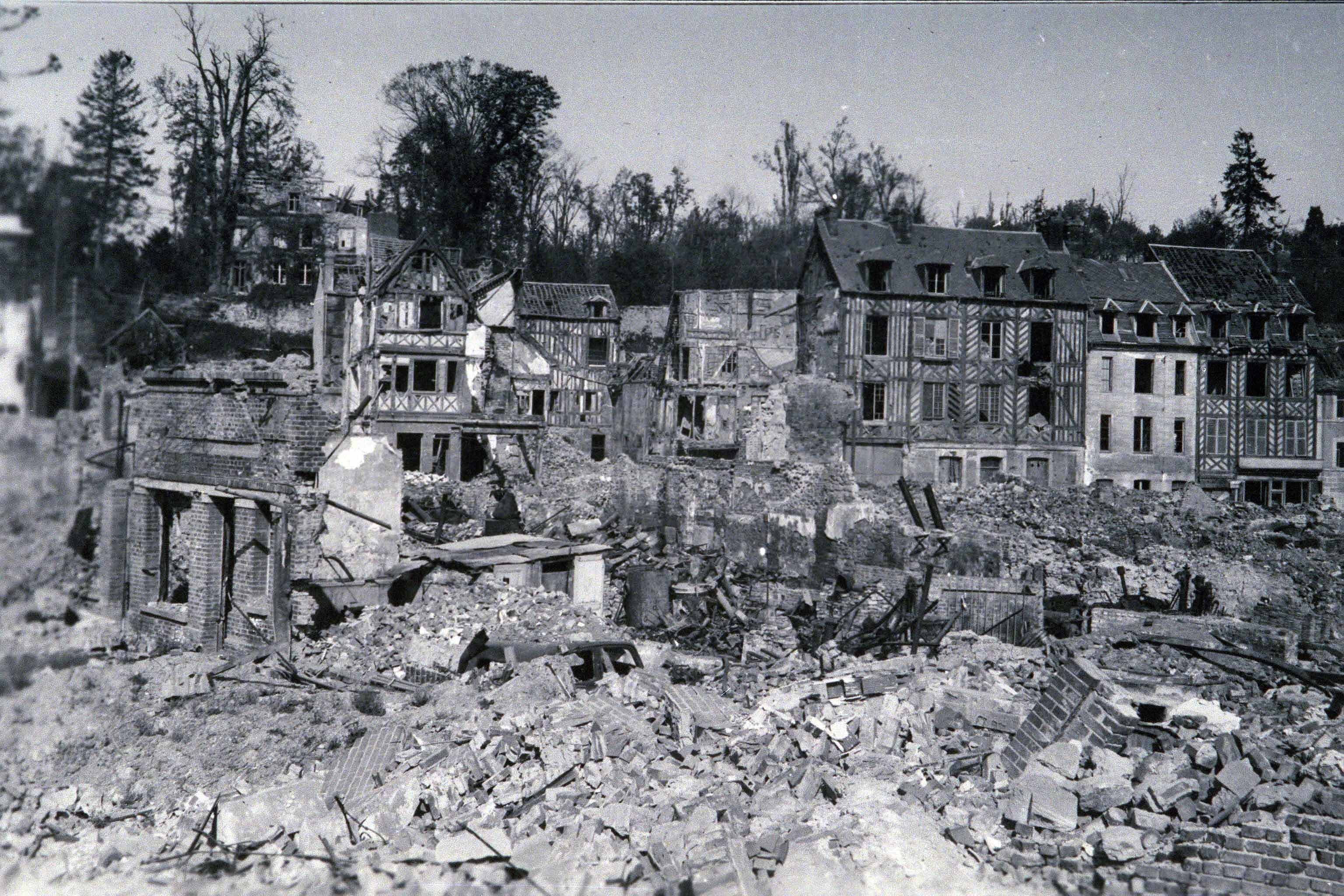
Le boulevard Pasteur vu de l'est vers l'ouest.
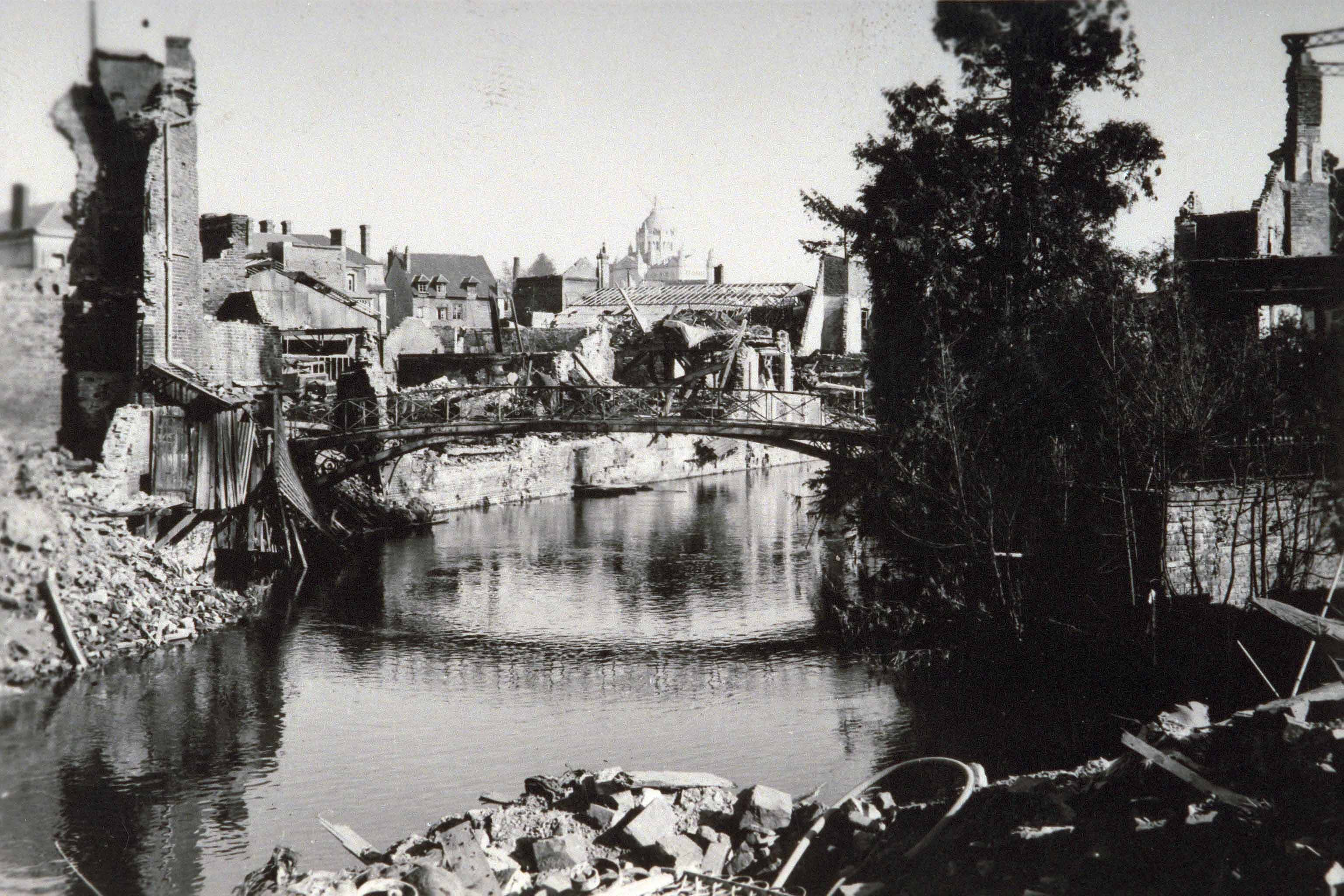
Les rives de la Touques.

Après déblaiement des gravats
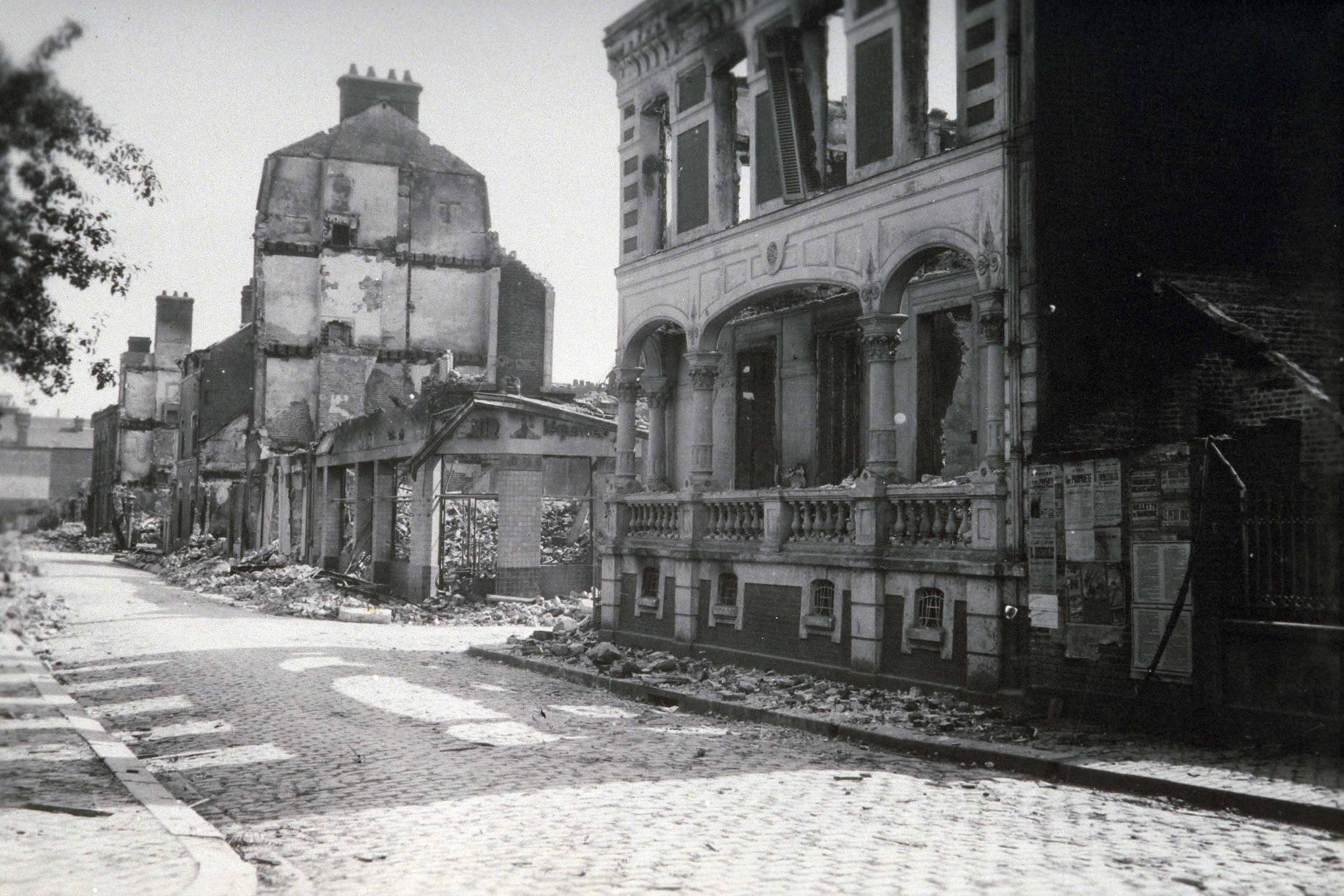
La rue d'Alençon.
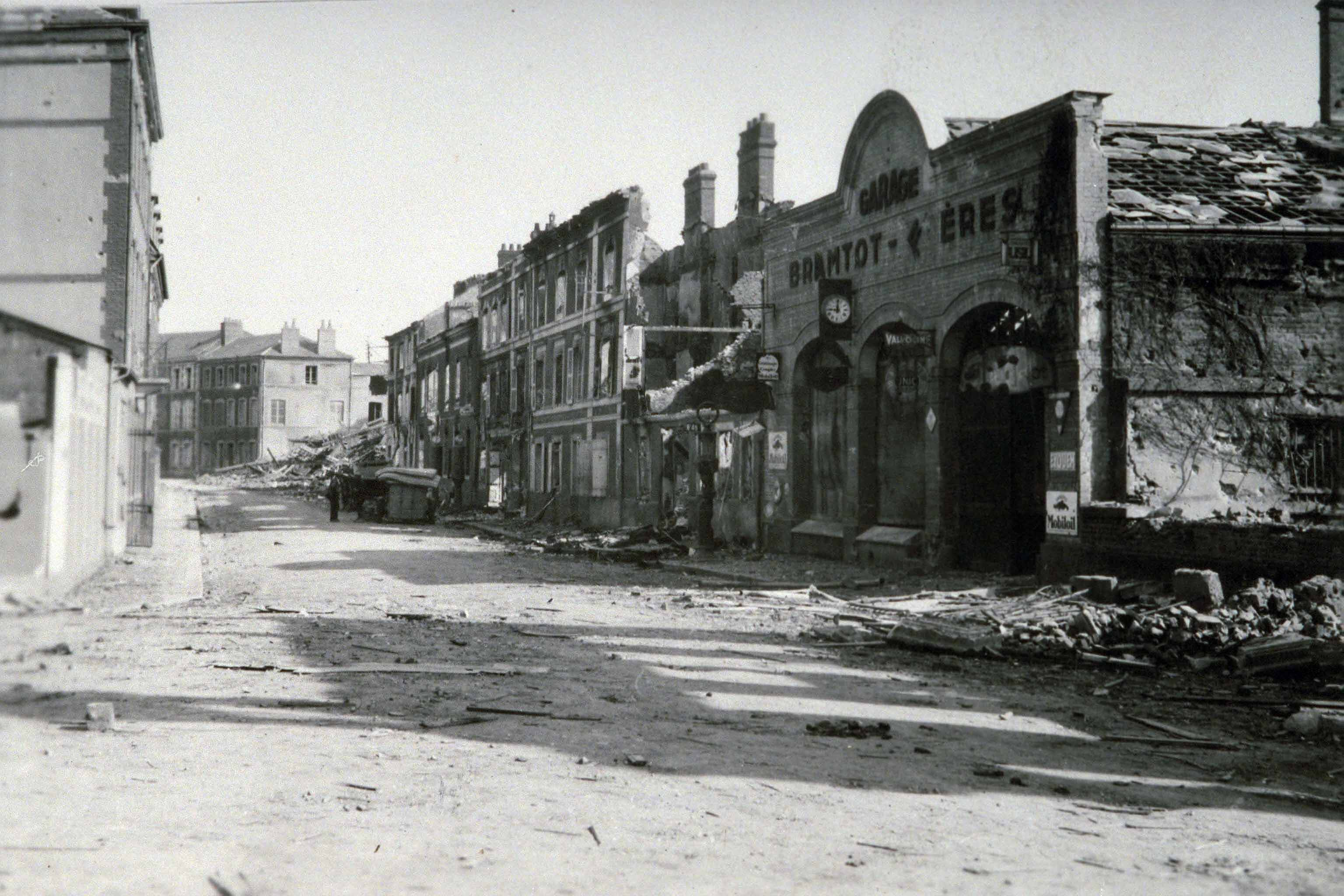
Le boulevard Sainte-Anne.
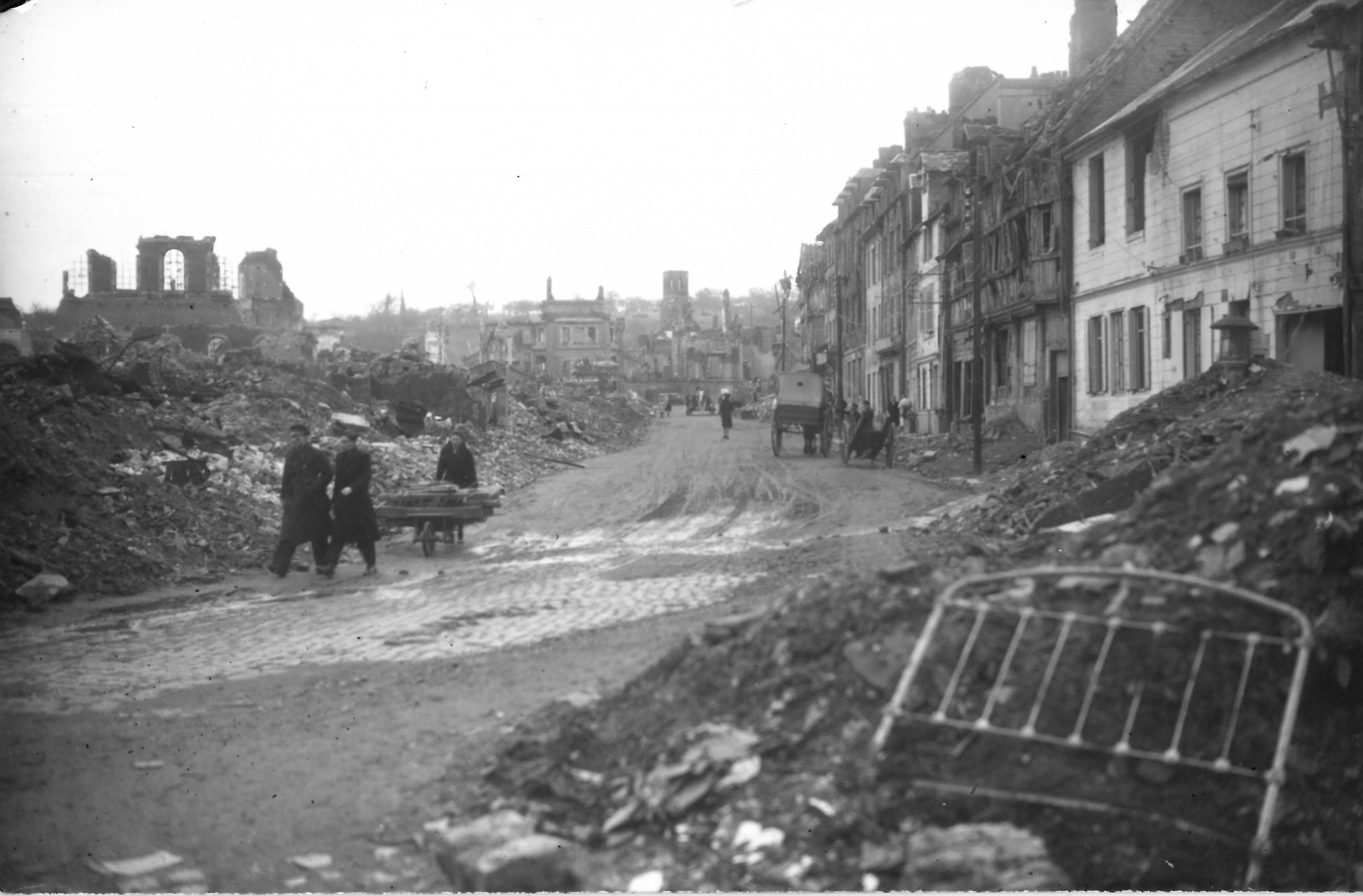
Route de Caen.
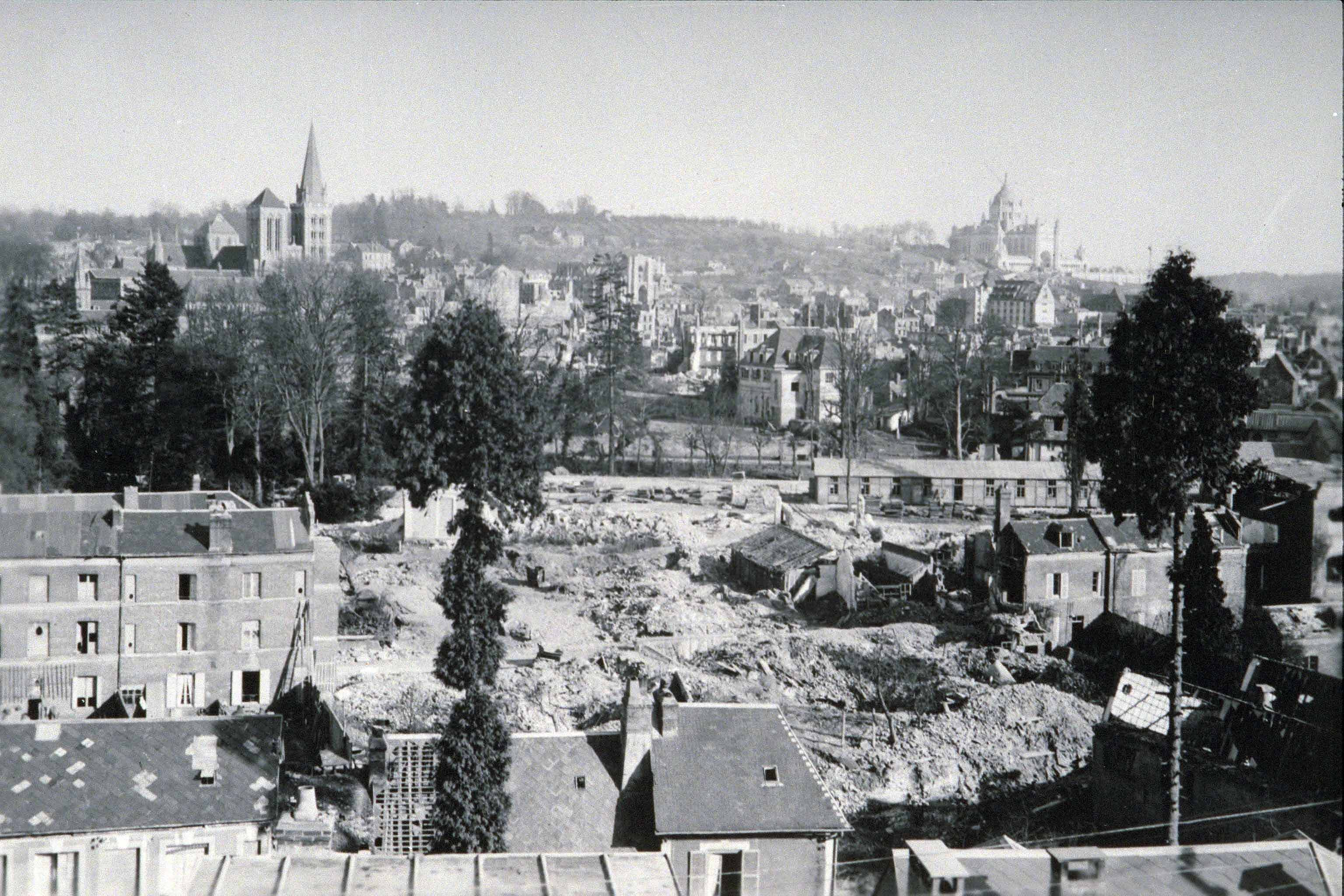
Vue panoramique de la ville en ruines.
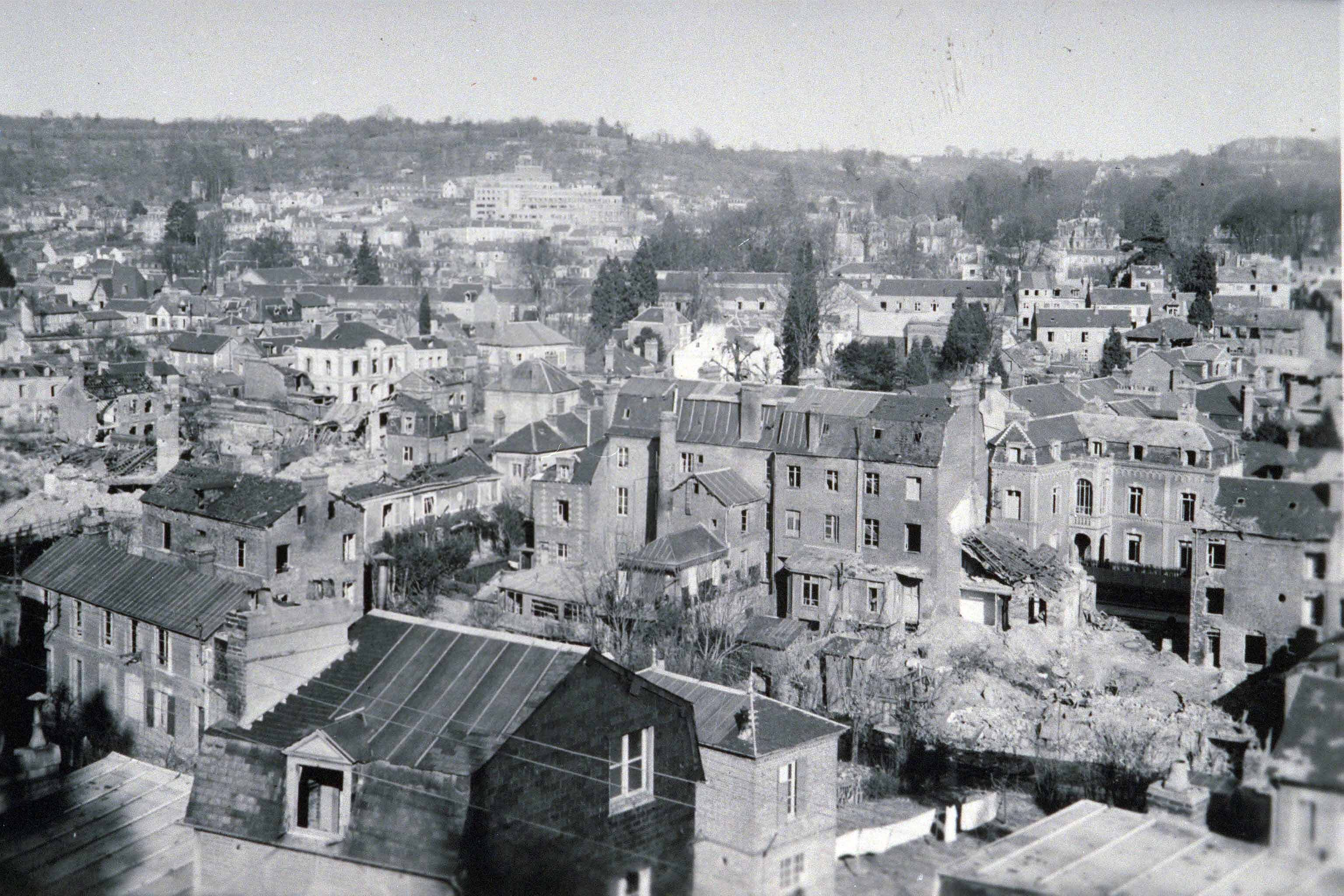
Vue panoramique de la ville en ruines.

### Bâtiments endommagés
Des bâtiments endommagés par les bombardements, sont jugés réparables et sont restaurés après la fin du conflit.

### Bâtiments détruits

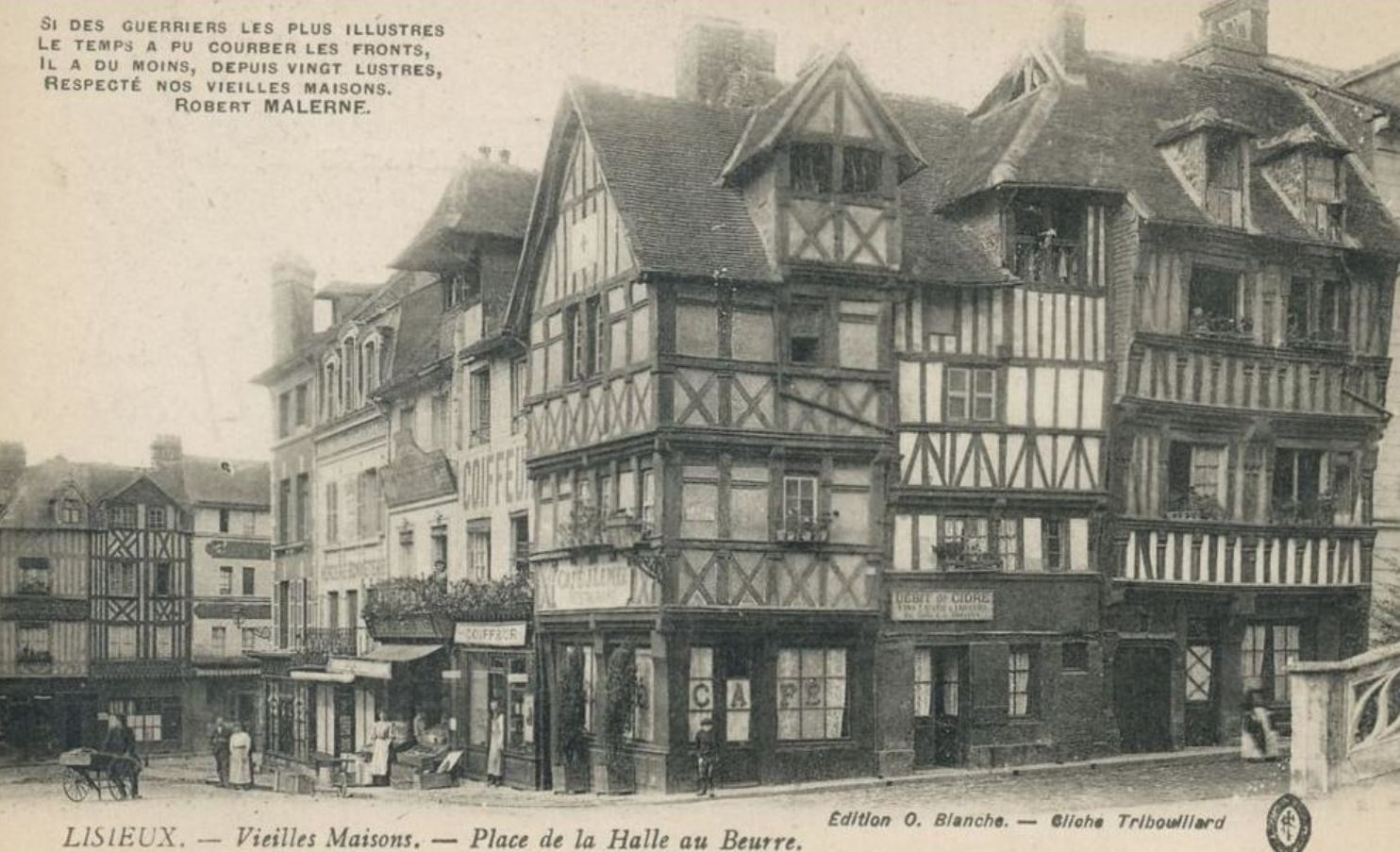
Maisons à colombages de la place de la Halle-au-Beurre.

Des bâtiments sont directement détruits par les bombardements, ou sont tellement endommagés qu'ils sont jugés irréparables et sont rasés après-guerre.

#### Manoir de la Salamandre

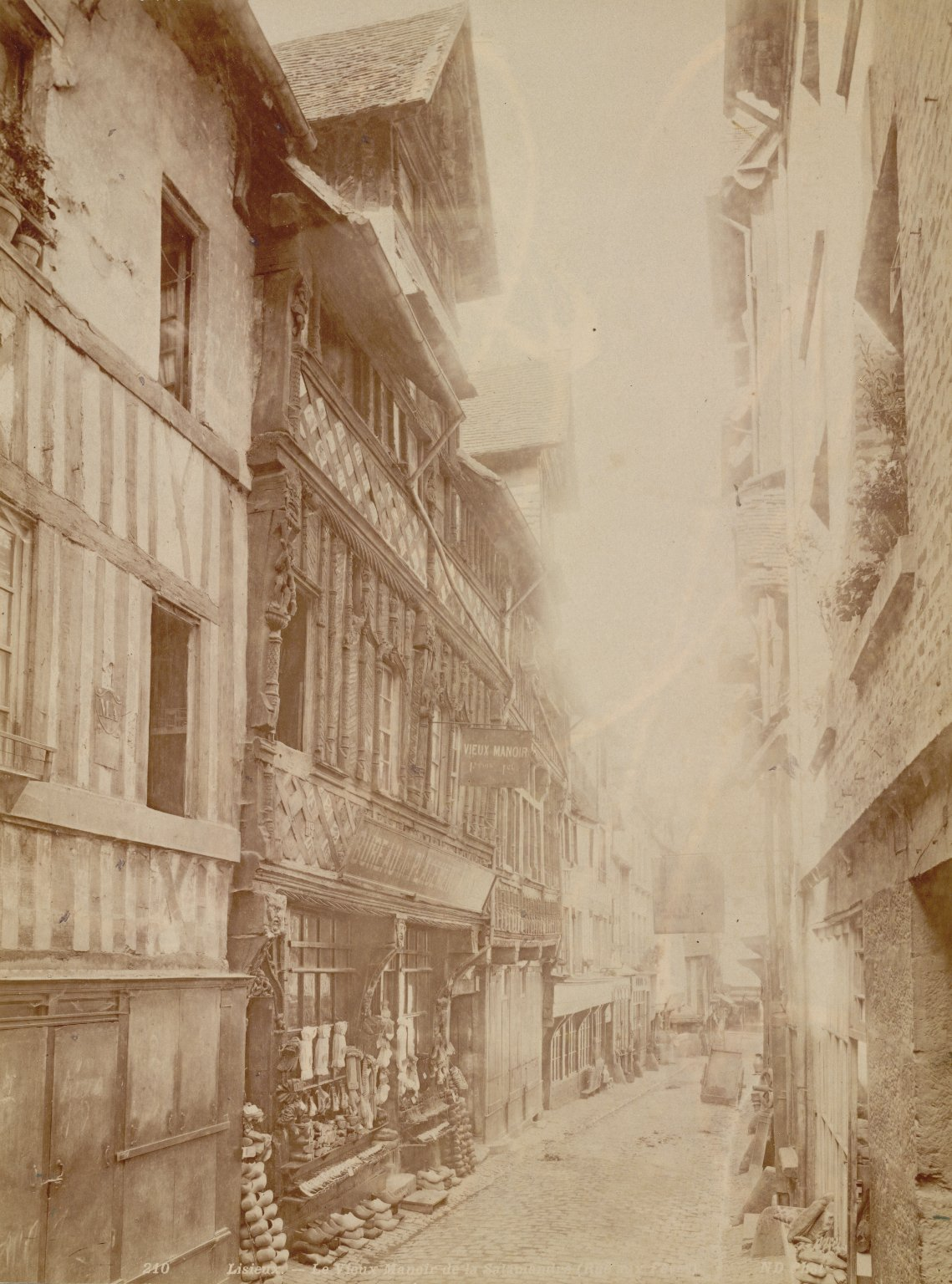
Photo du « manoir de la Salamandre » ou « maison de François Ier » à Lisieux.

Le « manoir de la Salamandre » ou « maison de François Ier », maison médiévale, situé au 19 rue aux Fèvres, qui abritait le musée du vieux-Lisieux.

##### L'église Saint-Désir
L'église de style classique est bâtie en 1758. Elle est située rue de Caen, qui devient avenue du 6 Juin après la fin de la Seconde Guerre mondiale. La nouvelle église est construite sous la direction de Robert Camelot de 1956 à 1962.

#### La halle au beurre

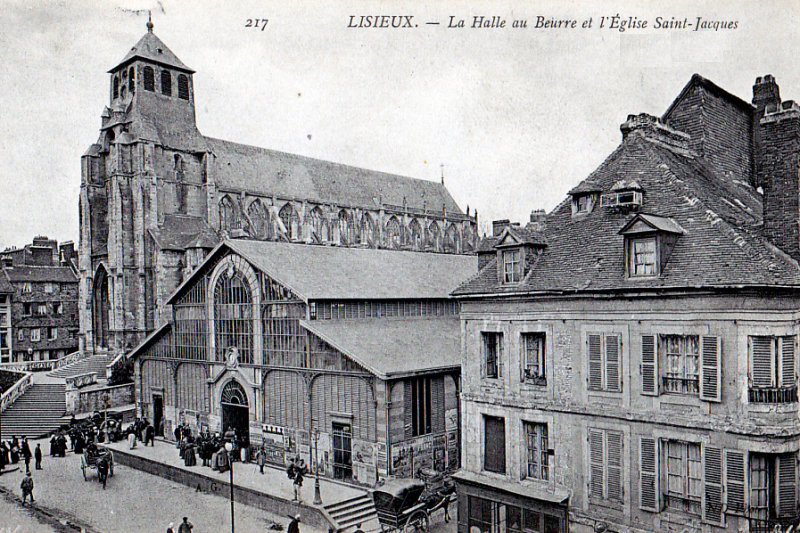
La halle au beurre de Lisieux sur une carte postale.

Le marché au beurre était hebdomadaire à Lisieux. La halle au beurre était située à côté de l'église Saint-Jacques, à l'angle de la rue Saint-Jacques et de la rue au Char, sur l'ancien cimetière Saint-Jacques, l'actuelle place Boudin-Desvergées. Sa structure est métallique et sa façade est en verre et briques émaillées. Trop endommagée pour être reconstruite, ses ruines sont rasées.

#### Le collège Marcel-Gambier
Il ne subsiste du collège que le portail d'entrée, situé au 32 rue Paul-Banaston, face à la rue Labbey. L'établissement scolaire rouvre dans de nouveaux bâtiments plus étendus[réf. nécessaire].

#### La sous-préfecture

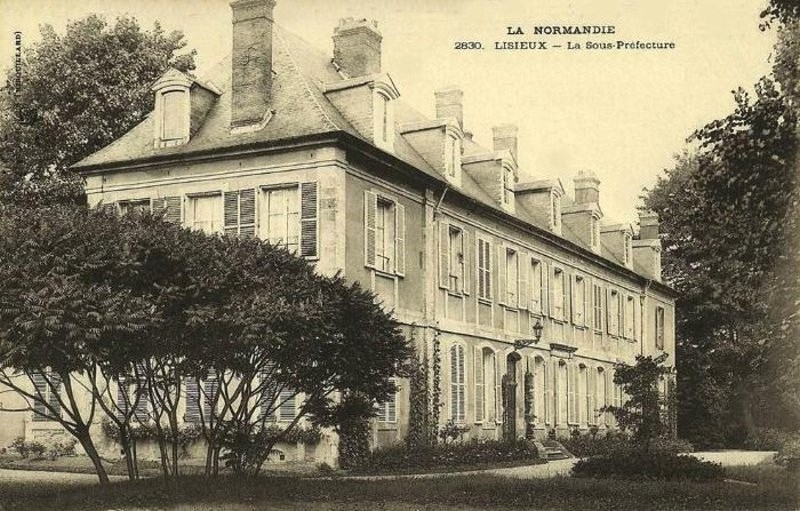
Carte postale de la sous-préfecture de Lisieux.

La sous-préfecture était située depuis 1857 sur un îlot au milieu de la Touques, dans l'ancien couvent des Dominicains. Trop endommagée pour être reconstruite, ses ruines sont rasées. La sous-préfecture est installée dans le bâtiment actuel, au 24 boulevard Carnot, à l'angle de la rue du Général-Leclerc, ancien hôtel particulier construit au début du XIXe siècle par la famille Cordier.

#### Abbaye bénédictine Notre-Dame-du-Pré
Elle se situe près de l'église Saint-Désir. Thérèse Martin y fut élève de 1881 à 1886 et fit sa première communion, dans la chapelle de l'abbaye, le 8 mai 1884. La nouvelle abbaye est construite sous la direction de Robert Camelot de juin 1954 à 1963. Les moniales quittent définitivement les lieux pour l'abbaye de Valmont en 1994.

### Documentaire
« Les ruines de l'espoir » diffusé sur Lisieux TV.